# Johann Heinrich Eberts

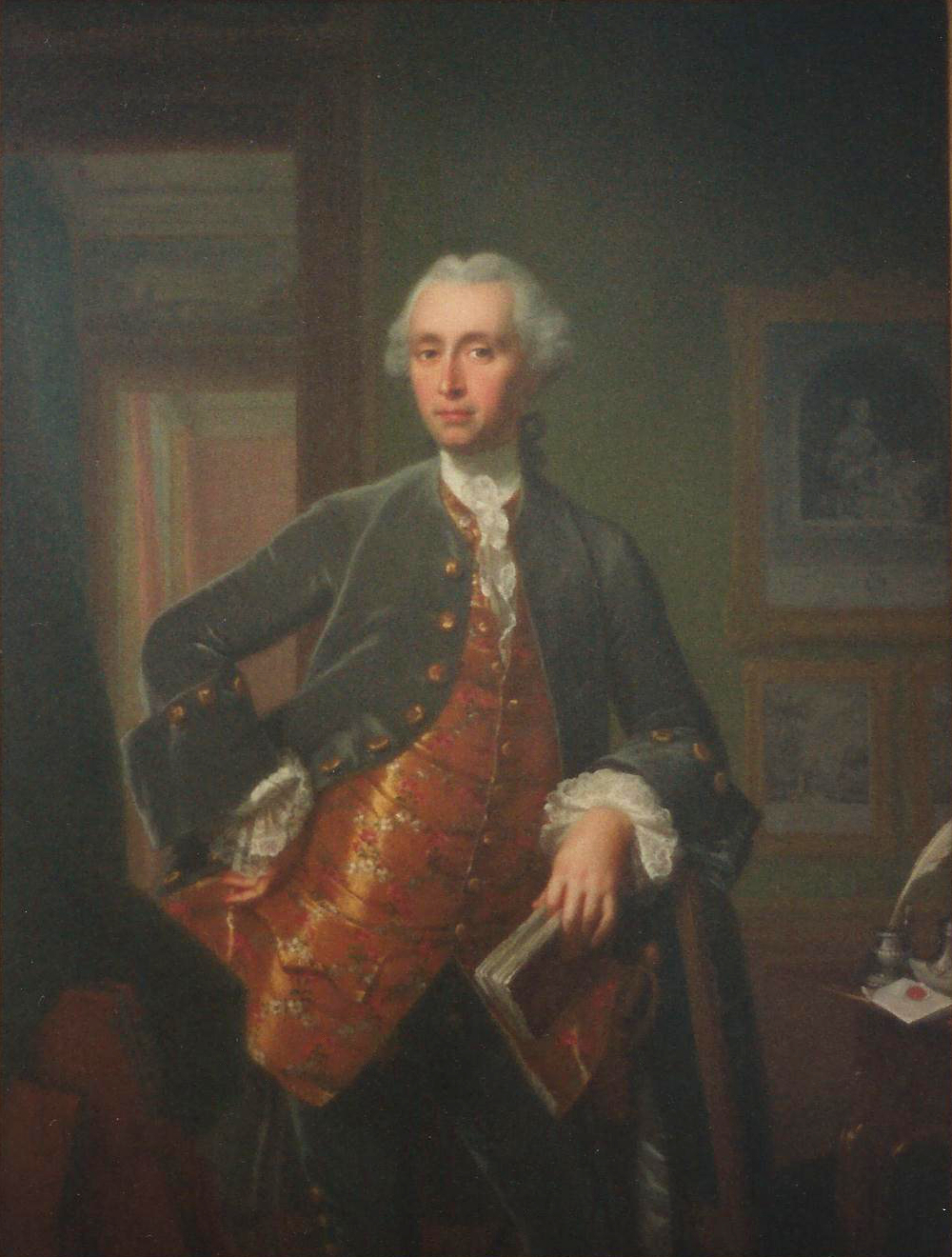
Jakob Emanuel Handmann, Porträt Johann Heinrich Eberts (1759).

Johann Heinrich Eberts (* 1726; † 1793) war ein Straßburger Bankier, Kunsthändler und Kupferstecher.
Johann Heinrich Eberts war ein Bankier, der mit Kunst handelte und selbst als Kupferstecher dilettierte. Er war mit Johann Georg Wille in Paris befreundet. Die Reichsstädtische Kunstakademie in Augsburg ernannte ihn zum Associé honoraire.
Eberts ließ sich 1759 in Bern durch Jakob Emanuel Handmann porträtieren. Im Hintergrund des Bildes hängen an der Wand drei Graphiken: Tricoteuse Hollandoise von Johann Georg Wille nach Frans van Mieris, Le pucelage von Eberts nach einer Zeichnung Willes und Jeanette nach François Boucher, ebenfalls gestochen von Eberts. Wille und Eberts widmeten sich die beiden ersteren Blätter gegenseitig.